# René-François Le Men
Pour les articles homonymes, voir Le Men.
René-François Le Men est un historien, archéologue et archiviste français, né le 26 août 1824 et mort le 2 septembre 1880.
Il est archiviste départemental du Finistère de 1851 à 1880.
En 1867, il publie une édition très abrégée du Catholicon, à partir de l'exemplaire de Quimper. Il réduit au minimum la partie latine et française. Cette édition a le mérite d'entretenir l'intérêt des bretonnants pour l'ouvrage de Jehan Lagadeuc.
Il participe à de nombreuses fouilles archéologiques, notamment du site gallo-romain de Roz-Avel et de l'éperon barré de Castel-Coz à Beuzec-Cap-Sizun en 1859. Il fonde en 1873 le Musée de la Préhistoire finistérienne à Penmarch.